# 金城クリストファー達樹
金城 クリストファー 達樹（きんじょう クリストファー たつき、1993年11月17日 - ）は、沖縄県出身の元サッカー選手。ポジションは、ミッドフィールダー（MF）。
サッカー選手の金城ジャスティン俊樹は実弟である。

## 来歴
アメリカ人の父と日本人の母の間に生まれた。日本語と英語の両方を話すことができる。
2006年、JFAアカデミー福島に1期生として入校。2011年3月、東日本大震災の影響で沖縄へ一時的に帰省。その後ドイツへ渡り、同年7月にフォルトゥナ・デュッセルドルフU-19へ加入。ホームステイで現地の高校に通いながら活動し、U-19ブンデス・リーガに4試合出場した。2012年5月、右膝前十字靱帯断裂の怪我を負いデュッセルドルフを退団し帰国。その後手術を受けて1年間、リハビリやトレーニングに打ち込んだ。
2013年5月、Jリーグ・アビスパ福岡に練習生としてトレーニングに参加し、6月正式に入団が決まった。2014年シーズン終了後、契約満了に伴い退団した。
2015年より地元のFC琉球に完全移籍。
2016年3月、福島県社会人サッカーリーグ2部のいわきFCに移籍。
2016年7月、いわきFCからの退団および現役引退を発表。

## 所属クラブ
ユース経歴
- 2005年 山内JFC (沖縄市立山内小学校)
- 2006年 - 2011年 JFAアカデミー福島 (広野町立広野中学校→福島県立富岡高等学校)
- 2011年7月 - 2012年5月  フォルトゥナ・デュッセルドルフU-19

プロ経歴
- 2013年6月 - 2014年  アビスパ福岡
- 2015年   FC琉球
- 2016年3月 - 7月  いわきFC

## 個人成績
| 国内大会個人成績 | 国内大会個人成績 | 国内大会個人成績 | 国内大会個人成績 | 国内大会個人成績 | 国内大会個人成績 | 国内大会個人成績 | 国内大会個人成績 | 国内大会個人成績 | 国内大会個人成績 | 国内大会個人成績 | 国内大会個人成績 |
| 年度             | クラブ           | 背番号           | リーグ           | リーグ戦         | リーグ戦         | リーグ杯         | リーグ杯         | オープン杯       | オープン杯       | 期間通算         | 期間通算         |
| 年度             | クラブ           | 背番号           | リーグ           | 出場             | 得点             | 出場             | 得点             | 出場             | 得点             | 出場             | 得点             |
| 日本             | 日本             | 日本             | 日本             | リーグ戦         | リーグ戦         | リーグ杯         | リーグ杯         | 天皇杯           | 天皇杯           | 期間通算         | 期間通算         |
| ---------------- | ---------------- | ---------------- | ---------------- | ---------------- | ---------------- | ---------------- | ---------------- | ---------------- | ---------------- | ---------------- | ---------------- |
| 2013             | 福岡             | 17               | J2               | 2                | 0                | -                | -                | 1                | 0                | 3                | 0                |
| 2014             | 福岡             | 15               | J2               | 0                | 0                | -                | -                | 1                | 0                | 1                | 0                |
| 2015             | 琉球             | 27               | J3               | 0                | 0                | -                | -                | 0                | 0                | 0                | 0                |
| 2016             | いわき           | 27               | 福島2部          | 2                | 0                | -                | -                | -                | -                | 2                | 0                |
| 通算             | 日本             | 日本             | J2               | 2                | 0                | -                | -                | 2                | 0                | 4                | 0                |
| 通算             | 日本             | 日本             | J3               | 0                | 0                | -                | -                | 0                | 0                | 0                | 0                |
| 通算             | 日本             | 日本             | 福島2部          | 2                | 0                | -                | -                | -                | -                | 2                | 0                |
| 総通算           | 総通算           | 総通算           | 総通算           | 4                | 0                | -                | -                | 2                | 0                | 6                | 0                |

- Jリーグ初出場 - 2013年8月18日 J2第29節 vsV・ファーレン長崎（レベルファイブスタジアム）